# Pachyserica balkei
Pachyserica balkei är en skalbaggsart som beskrevs av Ahrens 2006. Pachyserica balkei ingår i släktet Pachyserica och familjen Melolonthidae. Inga underarter finns listade i Catalogue of Life.